# Calum Mallace
Calum Mallace (Torphichen, 10 gennaio 1990) è un ex calciatore scozzese, di ruolo centrocampista.

## Palmarès

### Club

#### Competizioni nazionali
- Canadian Championship: 2

Montréal Impact: 2013, 2014